# 漢堡遠藤介
漢堡遠藤介（学名：Endocythere hamburgia）为荊花介科遠藤介屬下的一个种。